# إدي لوي (سياسي)
إدي لوي (بالإنجليزية: Eddie Lowe)‏ هو لاعب كرة قدم أمريكية ولاعب كرة القدم الكندية وسياسي أمريكي، ولد في 1960 في كولومبوس في الولايات المتحدة.